# Catedral de Izmaíl
La catedral de la Intercesión de la Santa Madre de Dios (en ucraniano: Свято-Покровський собор), conocida como la catedral de Izmaíl, es una catedral ortodoxa ucraniana que se sitúa en la actual Izmáil, Ucrania. El templo está bajo la jurisdicción de la eparquía de Odesa.  

## Geografía
La catedral está ubicada en la avenida Nezalezhnosti de Izmaíl, en el óblast de Odesa.  

## Historia
La catedral fue construida gracias a los feligreses y donaciones de comerciantes. En la financiación de la construcción participaron personalmente el conde Mijaíl Vorontsov y también los zares rusos Alejandro I y Nicolás I. El autor del proyecto arquitectónico de la catedral fue Abraham Melnikov (profesor de arquitectura, académico, rector de la Academia Imperial de las Artes), representante del Neoclasicismo tardío.
Las campanas se fabricaron con armas turcas fundidas
La catedral fue consagrada en el otoño del 12 de septiembre de 1831 por el arzobispo Dimitri de Chisináu y Jotín en presencia del metropolitano de Bucarest.

## Arquitectura
La catedral tiene dos altares. El iconostasio del trono en nombre de la Intercesión de la Intercesión de la Santa Madre de Dios consta de iconos de la elegante pintura moscovita. La pintura de las paredes fue realizada por el académico Pavel Piskarev basándose en las pinturas de Víktor Vasnetsov de la catedral de Vladimir en Kiev.
La columnata de forma ovalada de la catedral se completó en 1936. La altura del templo, incluido el campanario, es de 65 metros.

## Galería

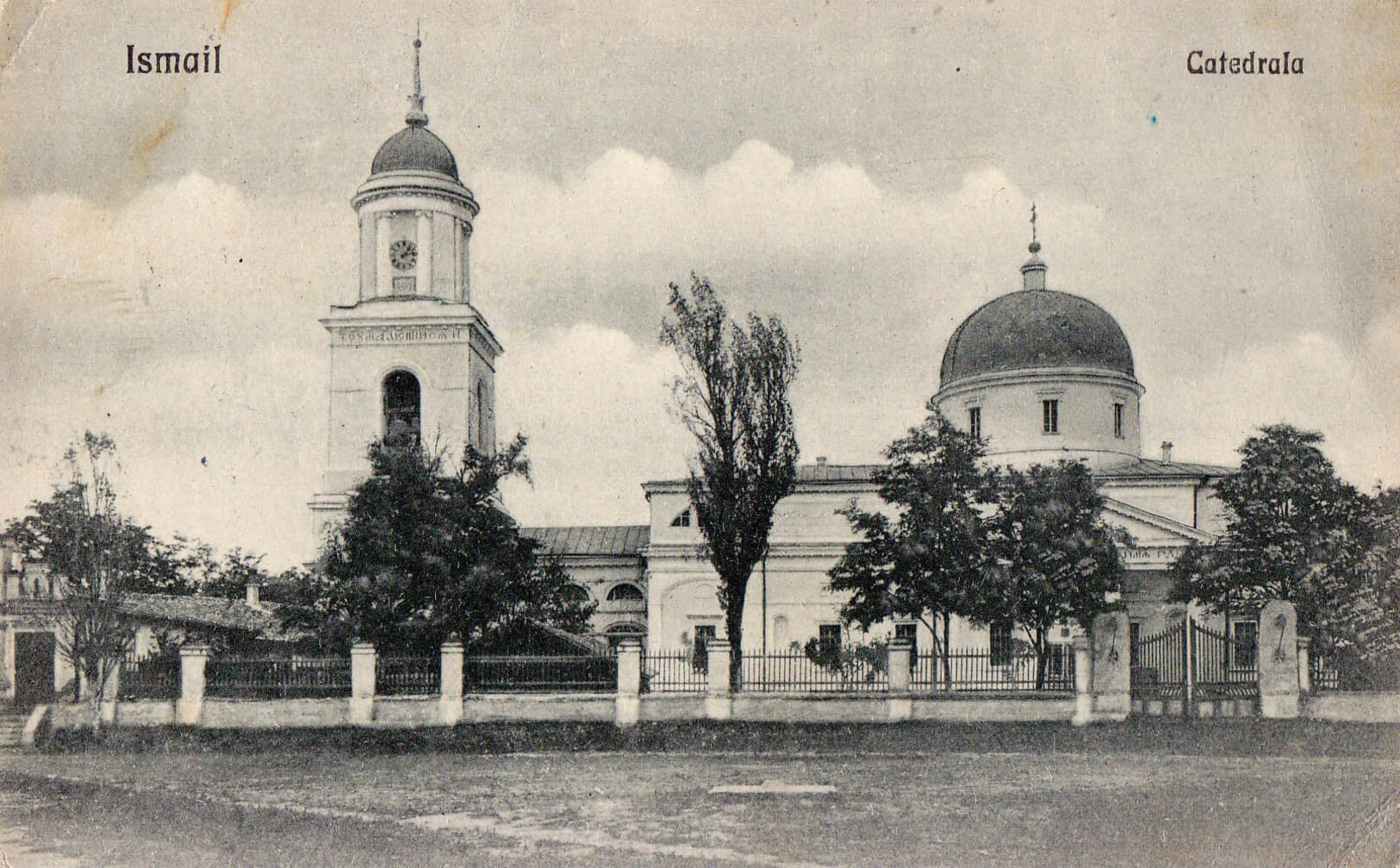
Catedral de Izmaíl en 1920
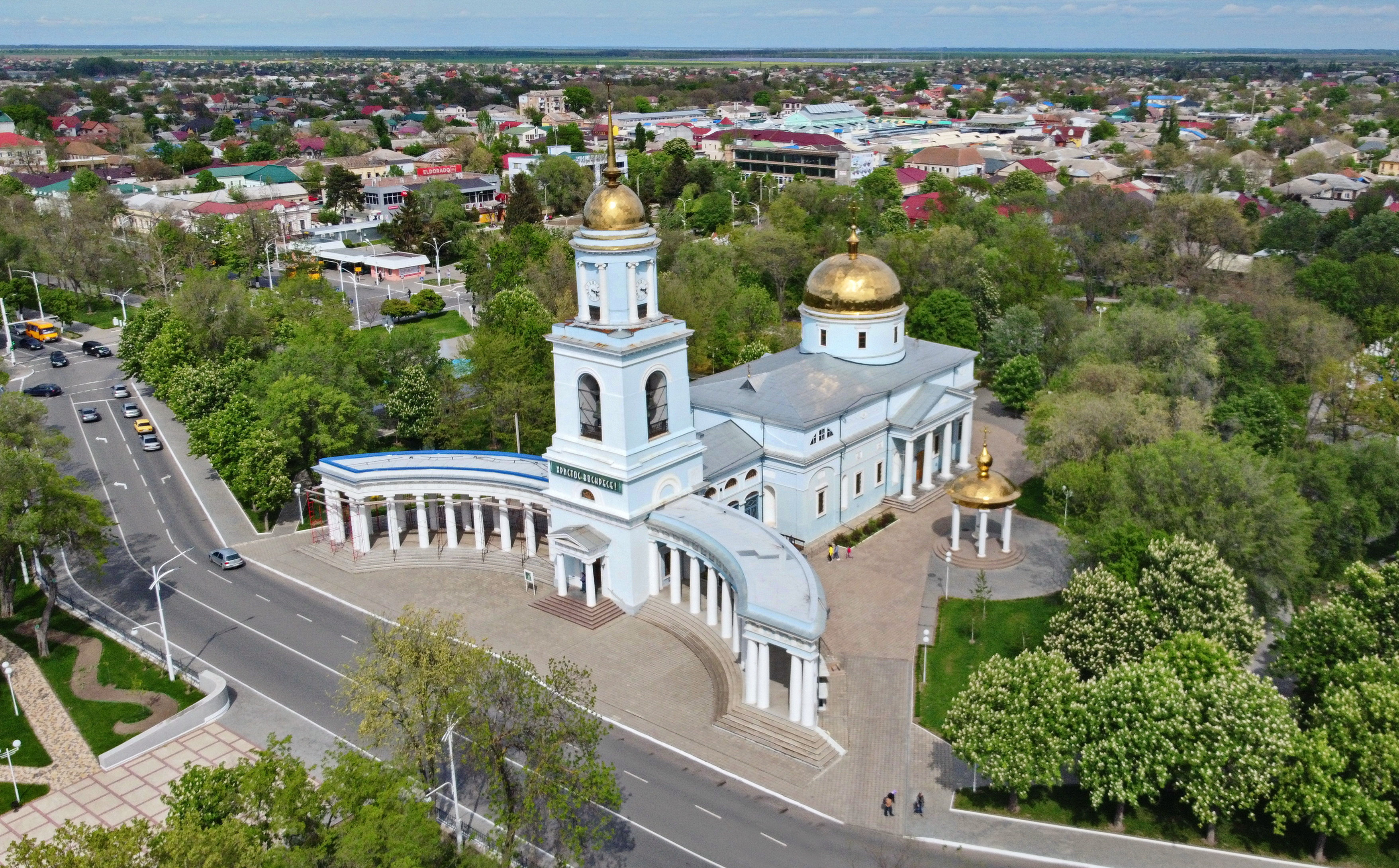
Vista aérea de la catedral
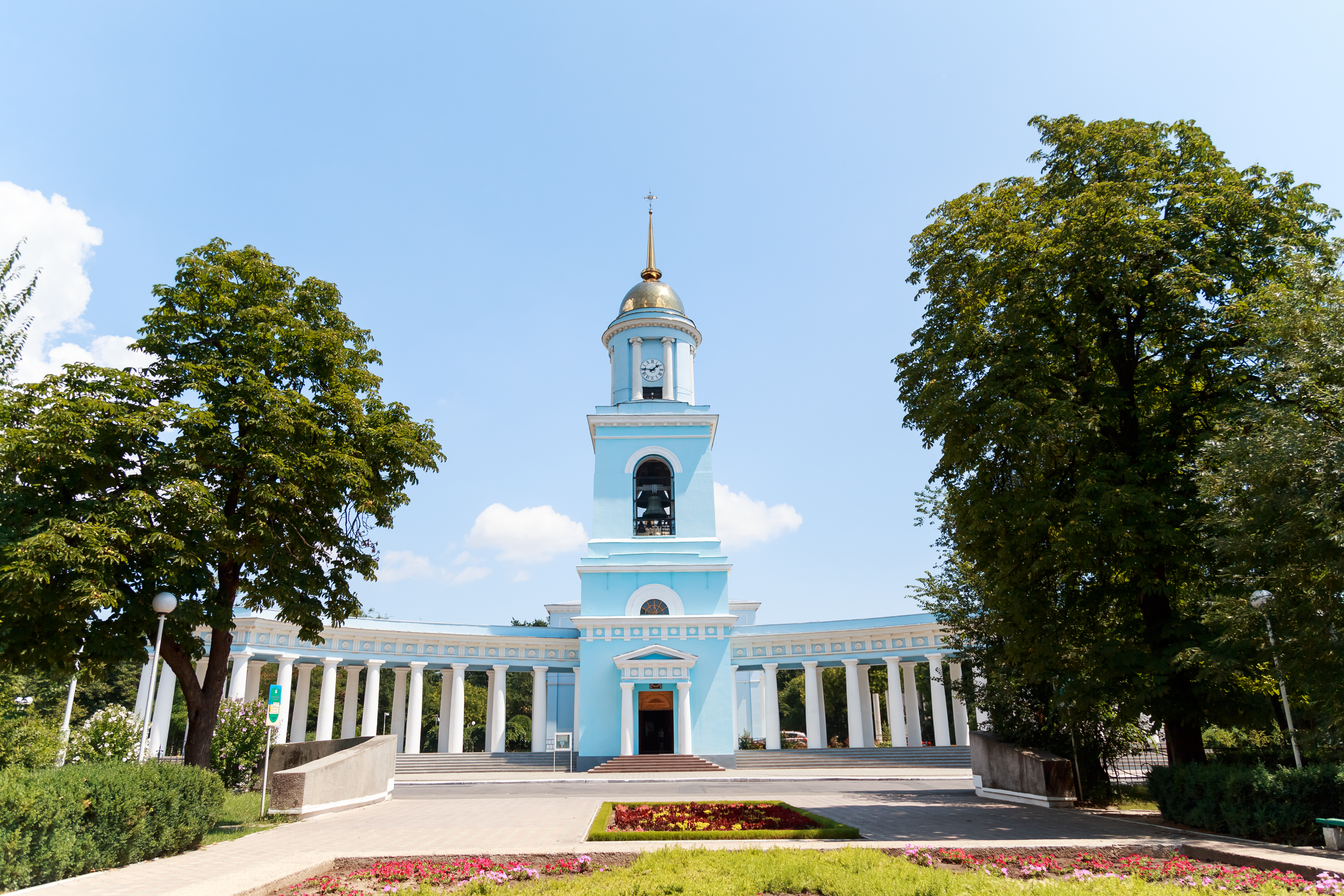
Vista frontal de la catedral
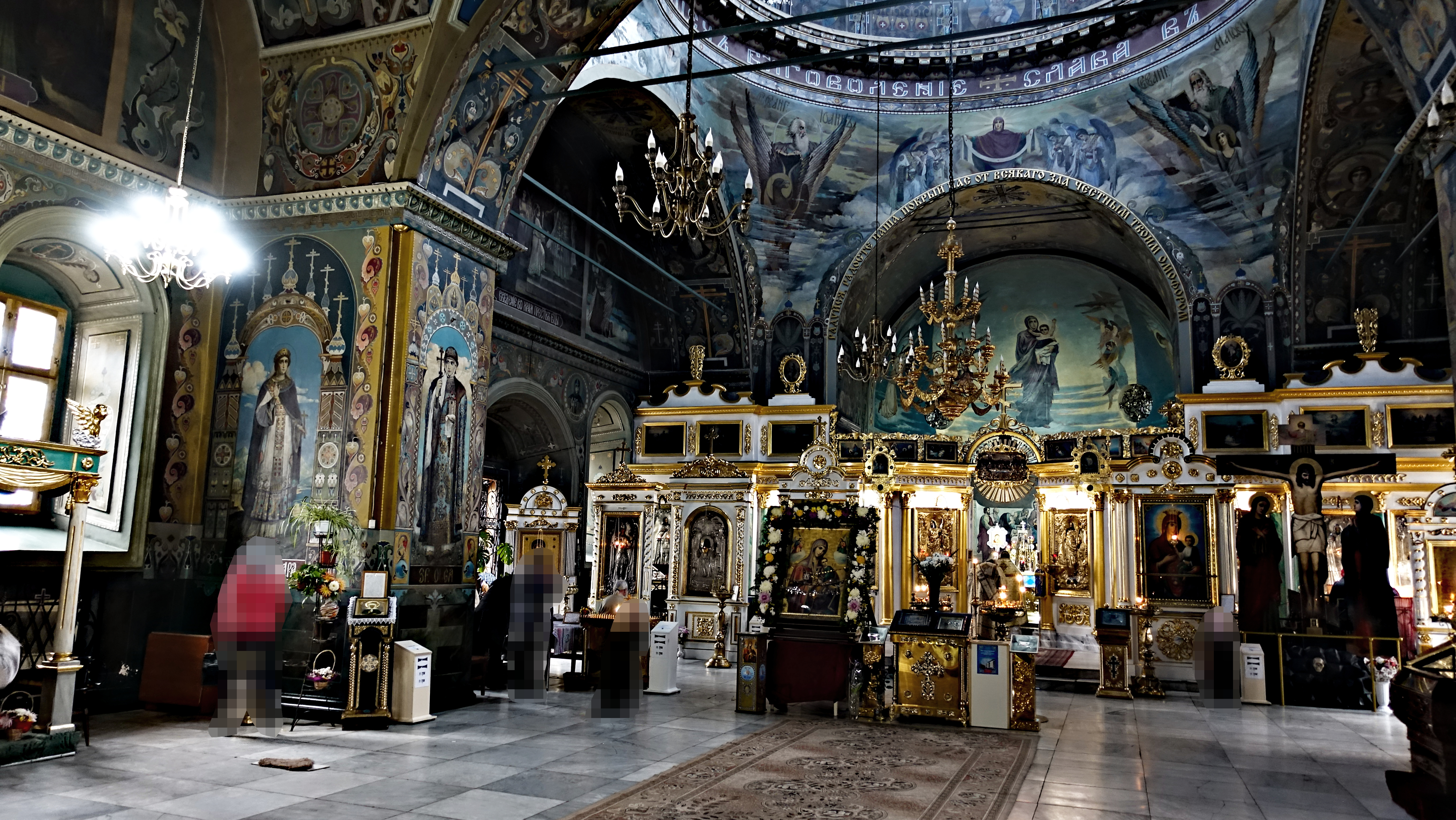
Interior de la catedral